# 任澐
任澐（1664年12月21日—1731年9月24日），字袁再，號東瀛，浙江紹興府蕭山縣人，清朝政治人物。

## 生平
康熙四十一年（1702年）壬午科浙江鄉試舉人，四十五年（1706年）丙戌科三甲第三十五名進士。五十五年（1716年）任瑞金縣知縣，雍正九年（1731年）卒。

## 家族
曾祖任佐時；祖父任國珍；父任霦蛟，母蔡氏。